# كلود-ماري كارنو
كلود-ماري كارنو هو عسكري وسياسي فرنسي، ولد في 15 يوليو 1755 في Nolay, Côte-d'Or ‏ في فرنسا، وتوفي في 16 أكتوبر 1836 في أوتون في فرنسا. انتخب وزارة الداخلية (22 يونيو 1815 – 7 يوليو 1815) وانتخب  (12 مايو 1815 – 13 يوليو 1815) وانتخب  (27 أغسطس 1791 – 20 سبتمبر 1792).